# Park Cho-ah
Park Cho-ah (Hangul: 박초아: ur. 6 marca 1990 w Inczon) – południowokoreańska piosenkarka oraz była członkini grupy AOA.

## Biografia
Cho-ah urodziła się w Inczon w Korei Południowej. Chciała studiować muzykę, ale jej konserwatywny ojciec chciał, żeby dostała stałą pracę, więc zapisała się na Wydział Aeronautyki na Uniwersytecie Inha.
Choa wyjawiła, że brała udział w przesłuchaniach SM Entertainment 15 razy, ale wszystkie z nich zakończyły się niepowodzeniem.
30 lipca 2012 zadebiutowała jako członkini grupy AOA z piosenką „Elvis” w programie M Countdown stacji Mnet.
12 czerwca 2013 roku ogłoszono, że Choa zagra główną rolę kobiecą w musicalu „High School Musical”. Spektakl był wystawiany od 2 lipca do 1 września w Blue Square Samsung Card Hall w Seulu.
16 marca 2014 roku, Choa wydała piosenkę do serialu „Bride of the Century”.
25 marca 2015 roku ujawniono, że będzie jedną ze stałych prowadzących program MBC „We Got Married”. 6 czerwca tego samego roku wspólnie z Yoo Byung-jae została nową modelką „Alba Heaven”. 22 lipca potwierdzono, że Choa będzie współpracować z Primary i Ironem przy piosence „Don’t Be Shy” z nowego singla Primary noszącego nazwę „2”. Z kolei 14 grudnia ukazał się zwiastun teledysku do tytułowego utworu „Flame” z jej nadchodzącego singla, który został wydany 17 grudnia 2015.
W październiku 2016 roku potwierdzono, że Choa będzie prowadzącą nowego programu JTBC „Sing For You”, który swoją premierę miał 3 grudnia 2016.
22 czerwca 2017 roku Choa ogłosiła, że opuszcza AOA, ponieważ cierpi na bezsenność i depresję, a pomimo leczenia jej stan psychiczny nie ulega poprawie. Jej odejście z AOA zostało oficjalnie potwierdzone przez FNC Entertainment 30 czerwca 2017 roku.
13 maja 2019 roku poinformowano, że jej kontrakt z FNC Entertainment dobiegł końca.
Po trzyletniej przerwie w branży rozrywkowej 6 sierpnia 2020 roku ogłoszono, że Choa nagrała nową piosenkę do ścieżki dźwiękowej serialu „Men Are Men”. Według jednego z przedstawicieli przemysłu rozrywkowego 21 sierpnia 2020 roku Choa przeniosła się do Great M Entertainment, nowej agencji założonej przez Kim Young-sun, która była członkiem, założycielem i dyrektorem zarządzającym FNC Entertainment.
W marcu 2022 roku ogłoszono, że przygotowuje się do wydania singla zatytułowanego Yesterday, który ukaże się 9 kwietnia 2022 roku.

## Dyskografia

### Single
- 2015 Don’t Be Shy (아끼지마) (Primary featuring Choa and Iron)[20]
- 2015 Flame[9]
- 2020 Cloud (Primary featuring Choa)[21]
- 2022 Yesterday[22]

### Ścieżka dźwiękowa
- 2013 Breaking Free (자유롭게) (Choa with Lee Jae-jin) – High School Musical on Stage! OST[23]
- 2014 What I Wanted to Say (아직 하지 못한 말) – Bride of the Century OST[24]
- 2015 Happy Me (행복한) (Choa with Byul) – King of Mask Singer OST[25]
- 2015 Beautiful Restriction (아름다운 구속) – King of Mask Singer OST[26]
- 2015 I Guess (그런가봐요) (piano by Yoo Hee-yeol) – Two Yoo Project Sugar Man OST[27]
- 2017 Sing For U (Choa with Kim Tae-woo) – Sing For You OST[28]
- 2017 What More Do You Need To Say (무슨 말이 더 필요해) – Sing For You OST[29]
- 2020 Here I Am (난 여기 있어요) – Men Are Men OST[30]
- 2021 Thorn (가시) – Lovestruck in the City OST[31]
- 2022 I Wish – Never Give Up OST Part 8[32]

## Nagrody i nominacje
| Rok  | Ceremonia                | Kategoria         | Nominowane prace | Rezultat | Przy.  |
| ---- | ------------------------ | ----------------- | ---------------- | -------- | ------ |
| 2015 | MBC Entertainment Awards | Nowa Gwiazda Roku | We Got Married   | Wygrana  | [ 33 ] |